# Meriden (West Midlands)
Koordinaten: 52° 26′ N, 1° 39′ W
Meriden ist ein Dorf in England. Es liegt im Metropolitan Borough of Solihull.
In Meriden wurden von 1941 bis 1983 die Motorräder von Triumph Motorcycles hergestellt. Der geographische Mittelpunkt von England liegt in der Nähe des Ortes.